# À Cidade
À Cidade é o terceiro livro de poesia publicado pelo poeta cearense Mailson Furtado. A obra, considerada um poema único pelo autor, trata do cotidiano de uma cidade do interior do Nordeste e da forma como o ser humano é afetado pela cidade. Foi agraciado com dois Prêmios Jabuti na edição de 2018 nas categorias poesia e livro do ano, fato até então inédito para um trabalho independente.

## História
De acordo com o poeta, o livro foi escrito em vinte dias, em um processo visceral de imersão no universo da obra. O autor afirma que antes de iniciar a obra havia estudado a história e origem da cidade onde mora, Varjota, além de ter sido influenciado por outras obras da literatura brasileira como A Pedra do Reino, de Ariano Suassuna. Mailson conta que em viagens à outras cidades do nordeste sentia-se familiarizado com as paisagens, locais e pessoas encontradas.
Todo o processo de produção da obra partiu de Mailson, desde a escrita até mesmo a ilustração de capa, diagramação, revisão e publicação, tendo sido custeado com recursos próprios, publicando inicialmente apenas 300 cópias.

## A obra
Dividido em quatro tempos: presente, pretérito, pretérito-mais-que-perfeito e futuro do pretérito. Os versos traçam um retrato do cotidiano de uma cidade do interior brasileiro, com suas pessoas crianças, animais.[carece de fontes?]